# Roz
Roz este o nuanță roșu deschis și desaturat (obținut prin sinteza aditivă a roșului cu albul). A fost folosit pentru prima dată ca nume de culoare la sfârșitul secolului al XVII-lea. Conform sondajelor din Europa și Statele Unite, rozul este culoarea asociată cel mai adesea cu farmecul, politețea, sensibilitatea, tandrețea, dulceața, copilăria, feminitatea și romantismul. O combinație de roz și alb este asociată cu castitatea și inocența, în timp ce o combinație de roz și negru este asociată cu erotismul și seducția.

## Etimologie
Cuvântul „roz” provine din franțuzescul rose care înseamnă floare de trandafir, și care la rândul său derivă din latinescul rosa. Rosa a ajuns în limba latină prin substantivul grecesc ῥόδον (rhodon), „rose”; rădăcina acestui termen ar putea fi proto-indo-europeană *wrdho–, ‘spin’.

## Istorie, artă și modă
Culoarea roz este descrisă în literatură încă din cele mai vechi timpuri. În Odiseea, scrisă în aproximativ 800 î.Hr., Homer a scris „Apoi, când copilul dimineții, zori cu atingeri trandafirii a apărut ...”. Poeții romani au descris și culoarea. Roseus este cuvântul latin care înseamnă „roze” sau „roz”. Lucrețiu a folosit cuvântul pentru a descrie zorii în poemul său epic Despre natura lucrurilor (De rerum natura).
Rozul nu era o culoare obișnuită în moda Evului Mediu, nobilii preferând de obicei un roșu mai aprins, cum ar fi crimson. Cu toate acestea, a apărut în moda femeilor și în arta religioasă. În secolele al XIII-lea și al XIV-lea, în lucrările lui Cimabue și Duccio, copilul Hristos a fost uneori înfățișat îmbrăcat în roz, culoarea asociată cu trupul lui Hristos.
În pictura renascentistă Madonna cu garoafe a lui Rafael, copilul Hristos prezintă o floare roz  Fecioarei Maria. Rozul era un simbol al căsătoriei, arătând o unire spirituală între mamă și copil. 
În timpul Renașterii, rozul a fost folosit mai ales pentru culoarea fețelor și a mâinilor. Pigmentul folosit în mod obișnuit pentru acest lucru a fost numit cinabru deschis; era un amestec de pigment roșu de pământ numit sinopia și un pigment alb numit Bianco San Genovese sau alb de var. În celebrul său manual al picturii din secolul al XV-lea, Il Libro Dell'Arte, Cennino Cennini l-a descris astfel: „Acest pigment este realizat din cea mai frumoasă și deschisă sinopie care se găsește și este amestecat cu albul Sfântului Ioan, așa cum este numit în Florența, iar acest alb este realizat din var complet alb și purificat. Și atunci când acești doi pigmenți s-au amestecat complet (adică două părți cinabru și a treia albă), faceți cantități mici ca niște jumătăți de nuci și lăsați-le să se usuce. Și acest pigment va face un mare serviciu dacă îl folosești pentru vopsirea fețelor, mâinilor și nudurilor pe pereți ...”.

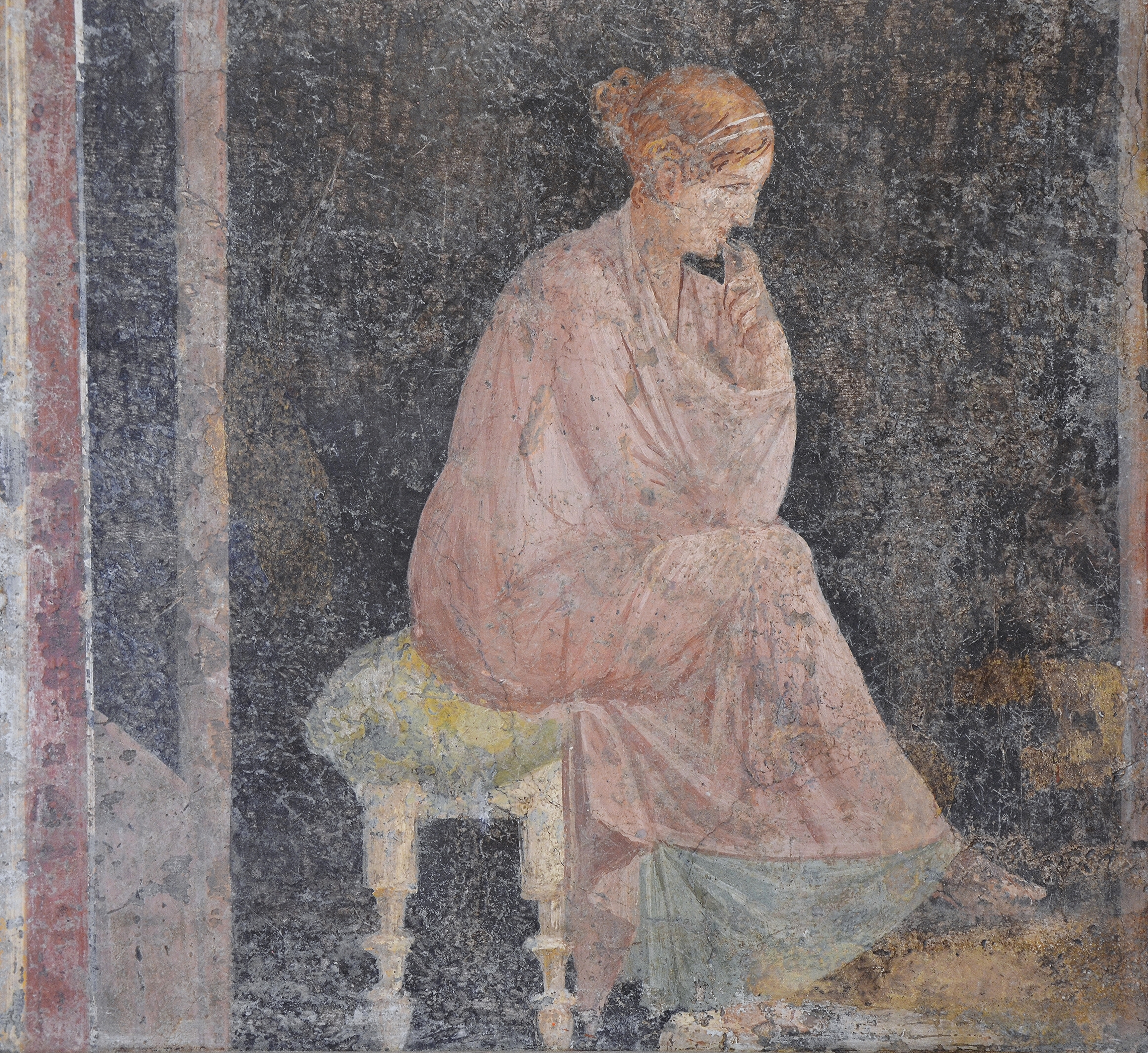
Frescă romană a unei femei din Stabiae, sec. I
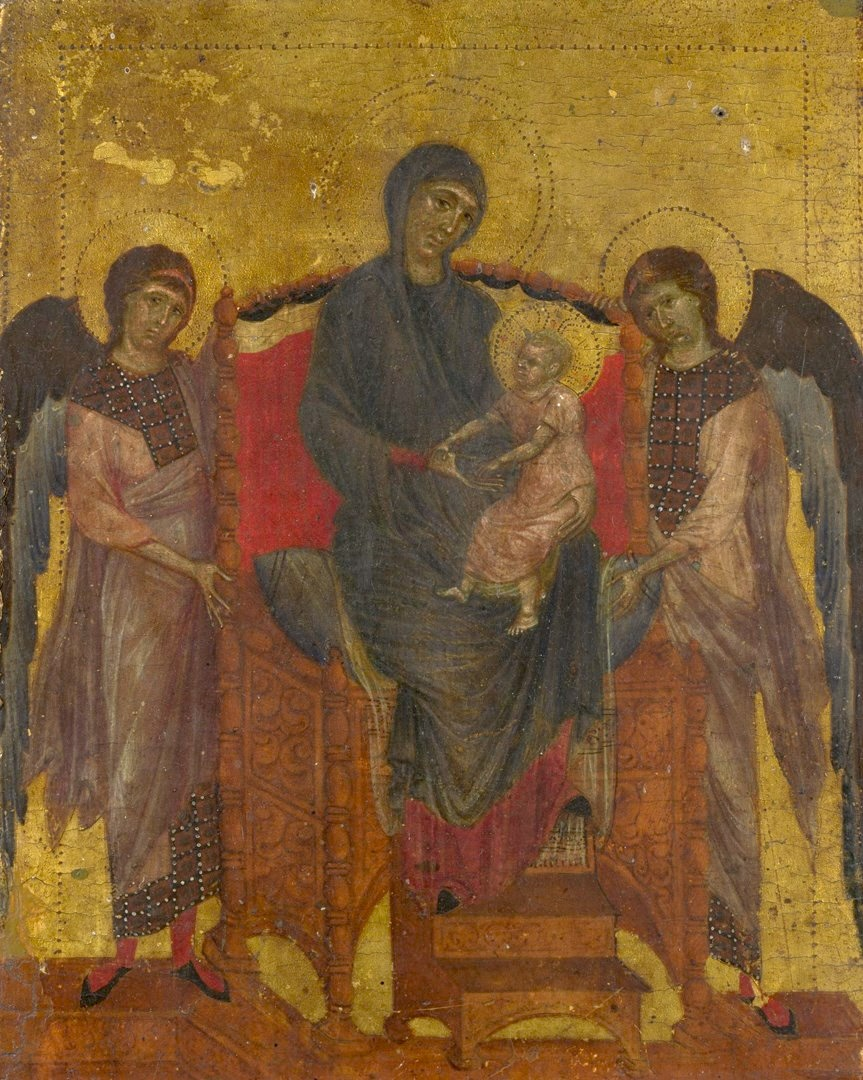
În Renașterea timpurie, pruncul Iisus a fost arătat uneori îmbrăcat în roz, culoarea asociată cu trupul lui Hristos.
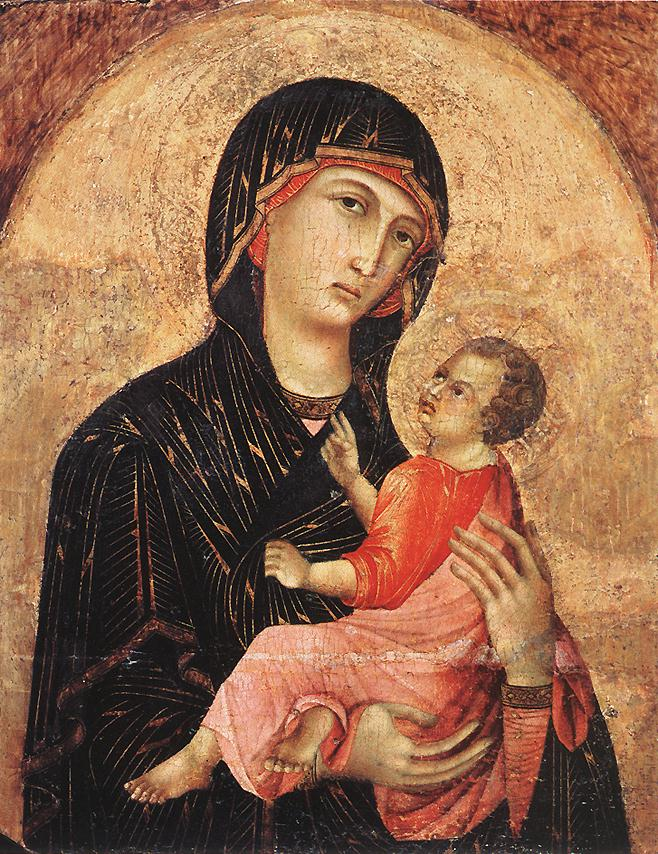
În anii 1280, Duccio a pictat și copilul Hristos îmbrăcat în roz
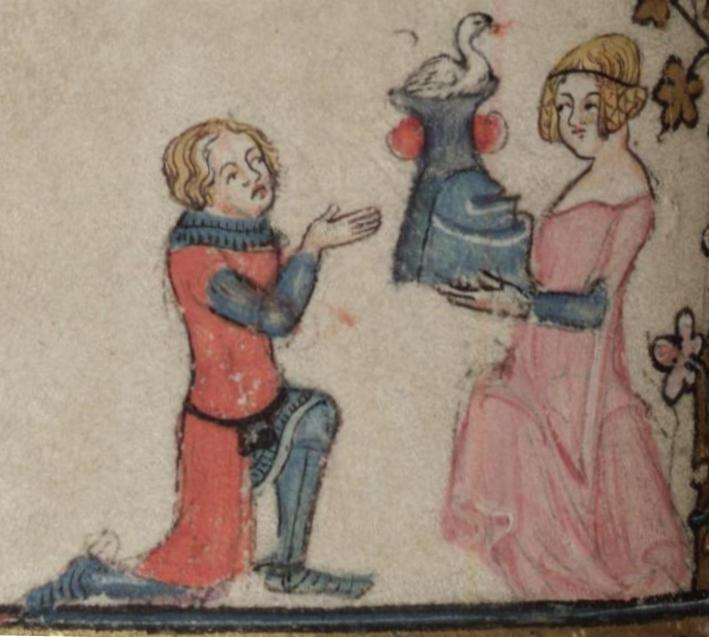
Un cavaler în roșu primind o cască de la o domiță în roz; dintr-un manuscris englezesc al Romanței lui Alexandru (1338-1344).
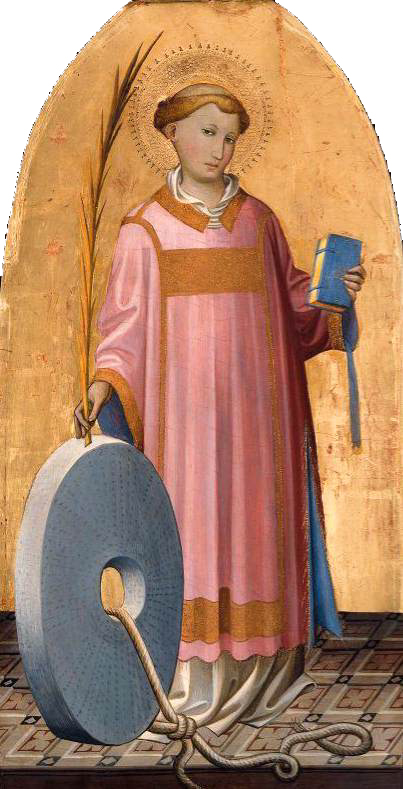
Sfântul Vincențiu, 1410
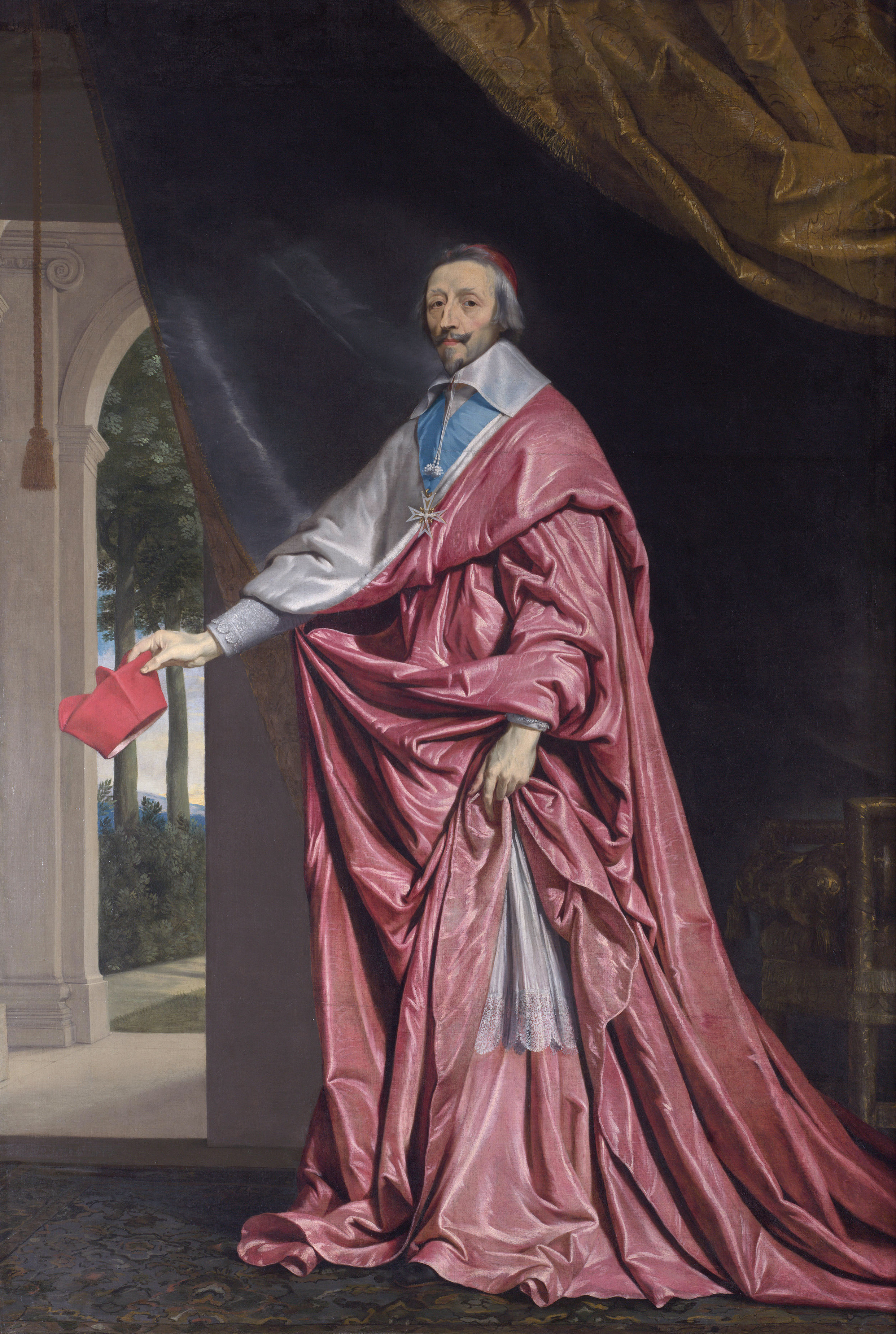
Cardinalul Richelieu, de Philippe de Champaigne, ca. 1633-1640

### Secolul al XVIII-lea
Apogeul culorii roz a fost secolul al XVIII-lea, când culorile pastelate au devenit foarte la modă la  toate curțile Europei. Rozul a fost în special susținut de Madame de Pompadour (1721-1764), metresa regelui Ludovic al XV-lea al Franței, care purta combinații de albastru pal și roz pal și avea o nuanță specială de roz realizată pentru ea de fabrica de porțelan Sevres.
În timp ce rozul era destul de evident drept culoarea seducției în portretele realizate de George Romney Emmei, Lady Hamilton, viitoarea amantă a amiralului Horatio Nelson, la sfârșitul secolului al VIII-lea, a avut sensul complet opus în portretul lui Sarah Barrett Moulton pictat de Thomas Lawrence în 1794. În acest tablou, ea simbolizează copilăria, inocența și tandrețea. Sarah Moulton avea doar unsprezece ani când tabloul a fost pictat și a murit în anul următor.

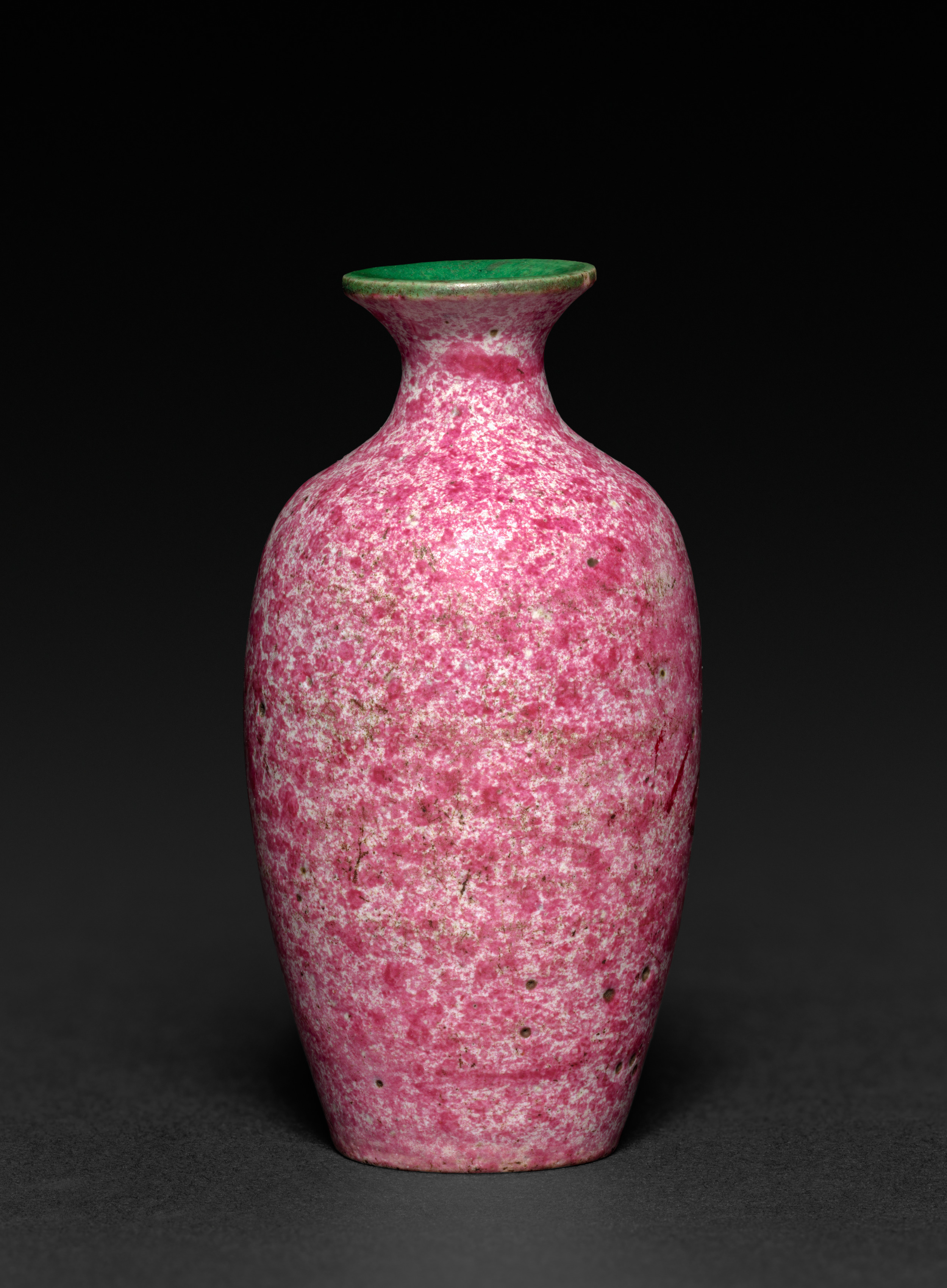
Porțelan chinezesc, 1736
Madame de Pompadour, metresa regelui Ludovic al XV-lea al Franței, a făcut din roz și bleu principalele culori ale modei de la Curtea de la Versailles.
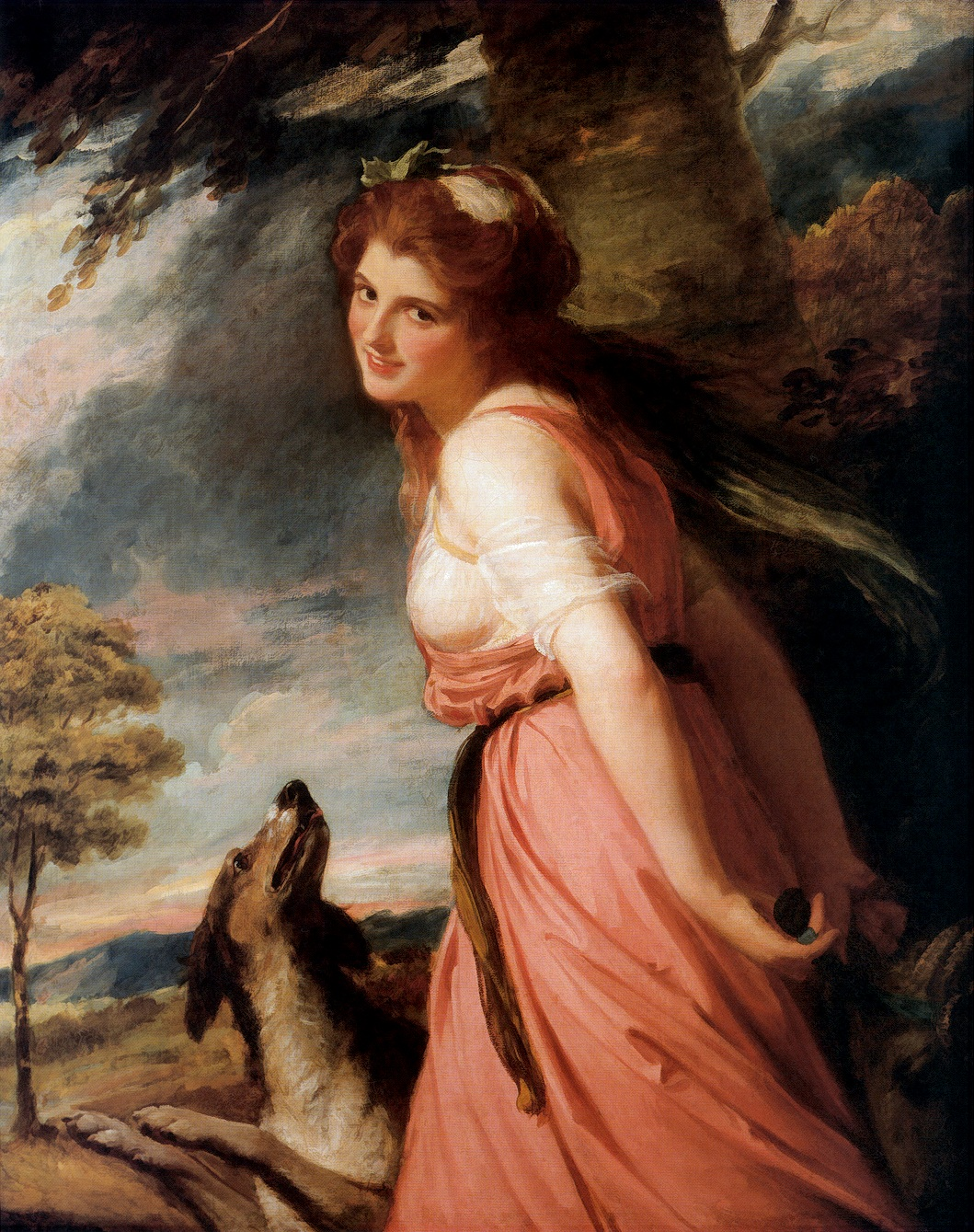
Emma, Lady Hamilton în poză de bacantă, pictură de George Romney, 1785
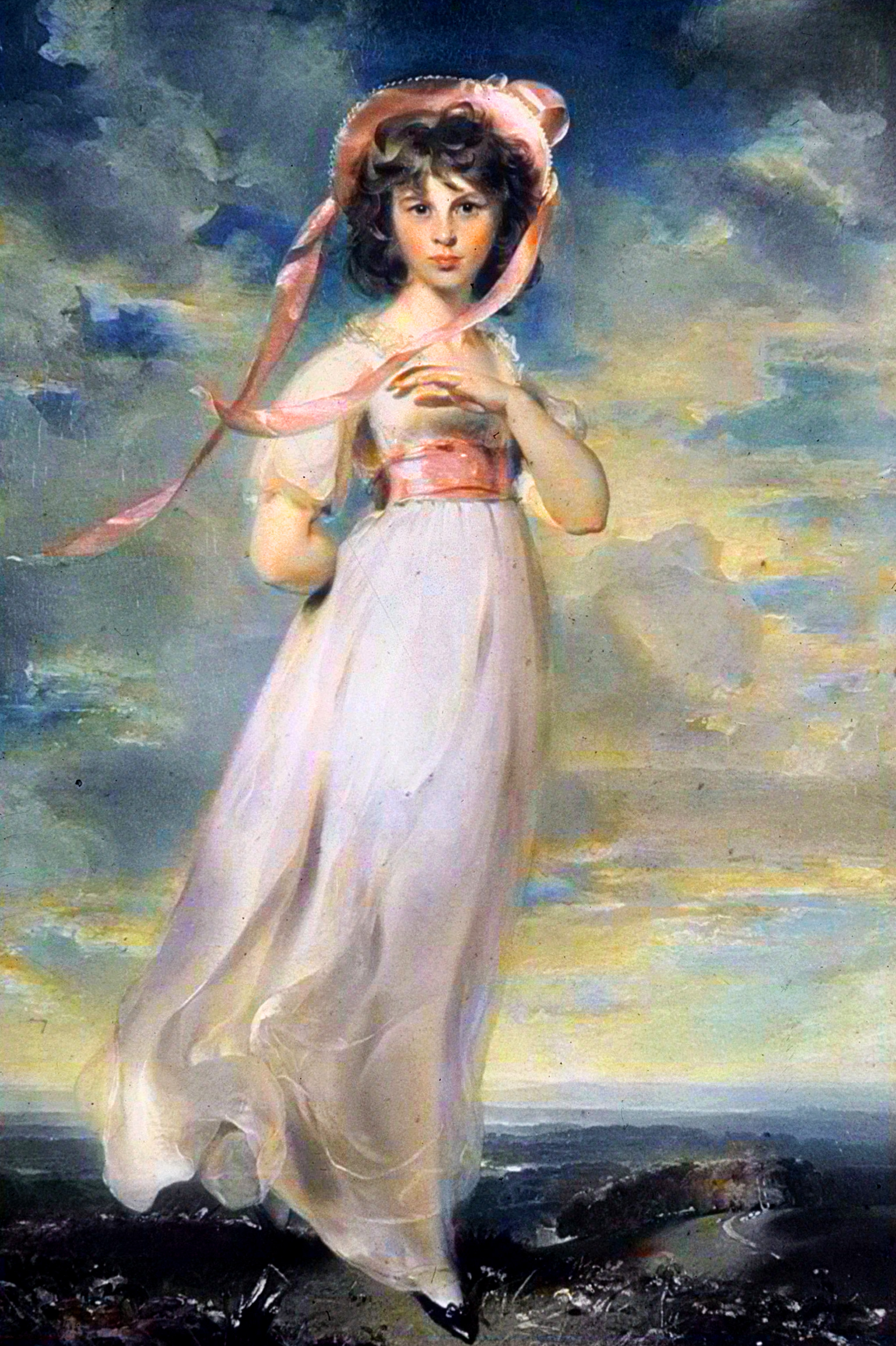
Portretul lui Sarah Moulton, cunoscut popular sub numele de "Pinkie", de Sir Thomas Lawrence (1794). Aici roz reprezenta tinerețe, inocență și tandrețe.
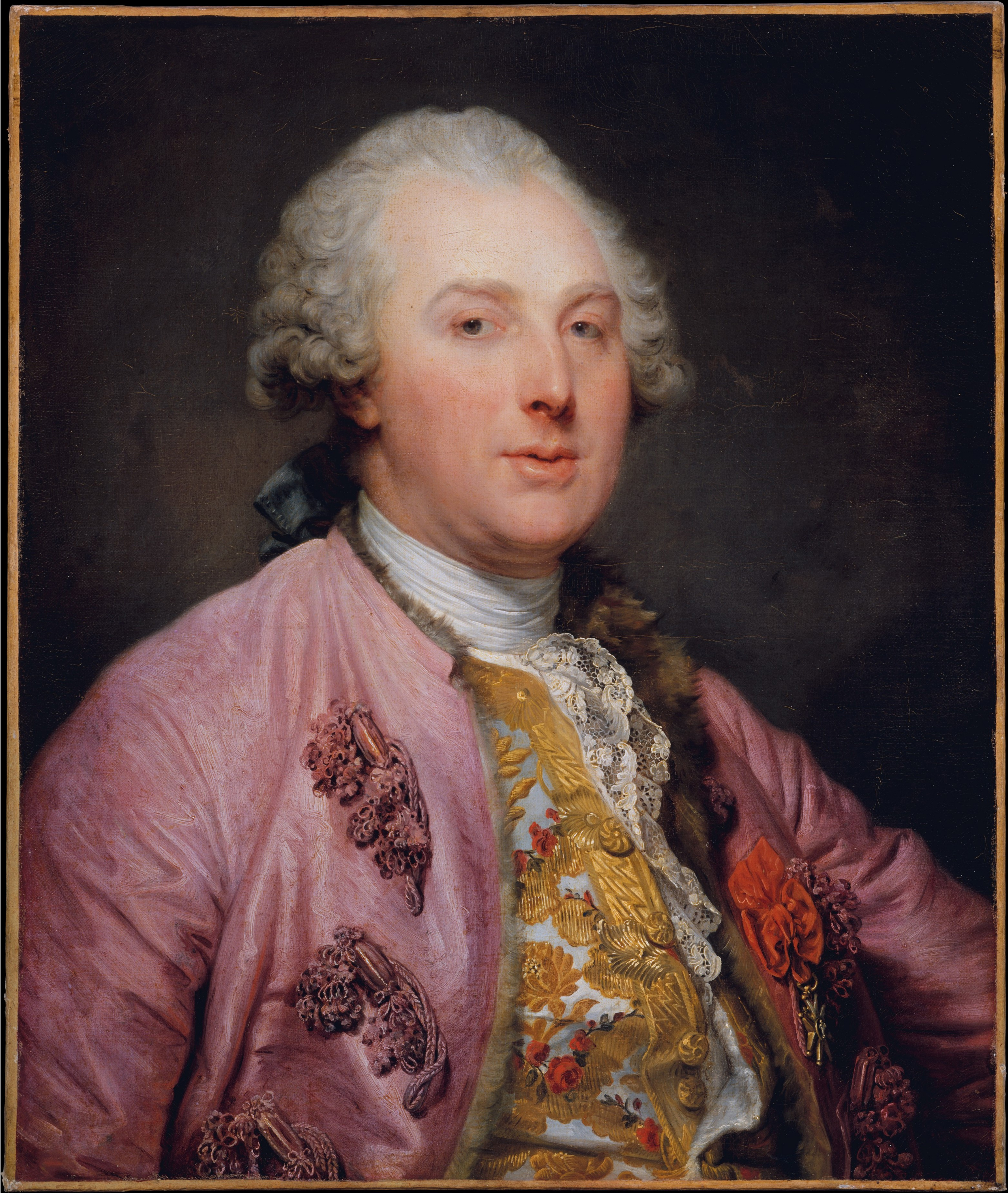
Contele  d'Angiviller de Jean-Baptiste Greuze, ca.1763. Rozul era purtat de ambele sexe.
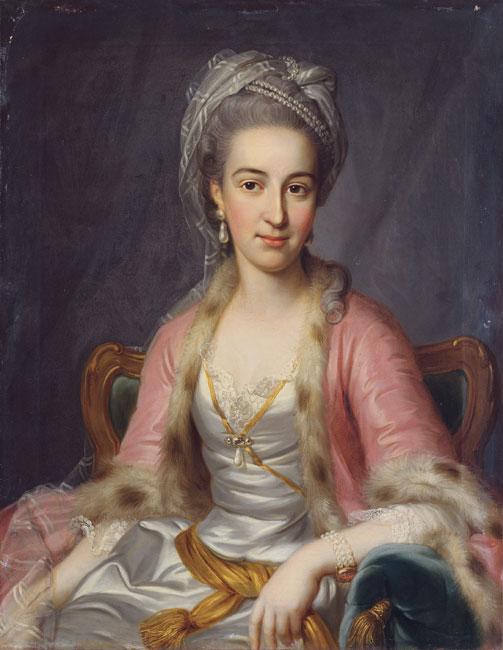
Portret de femeie, de Jakob Emanuel Handmann, ca. 1775
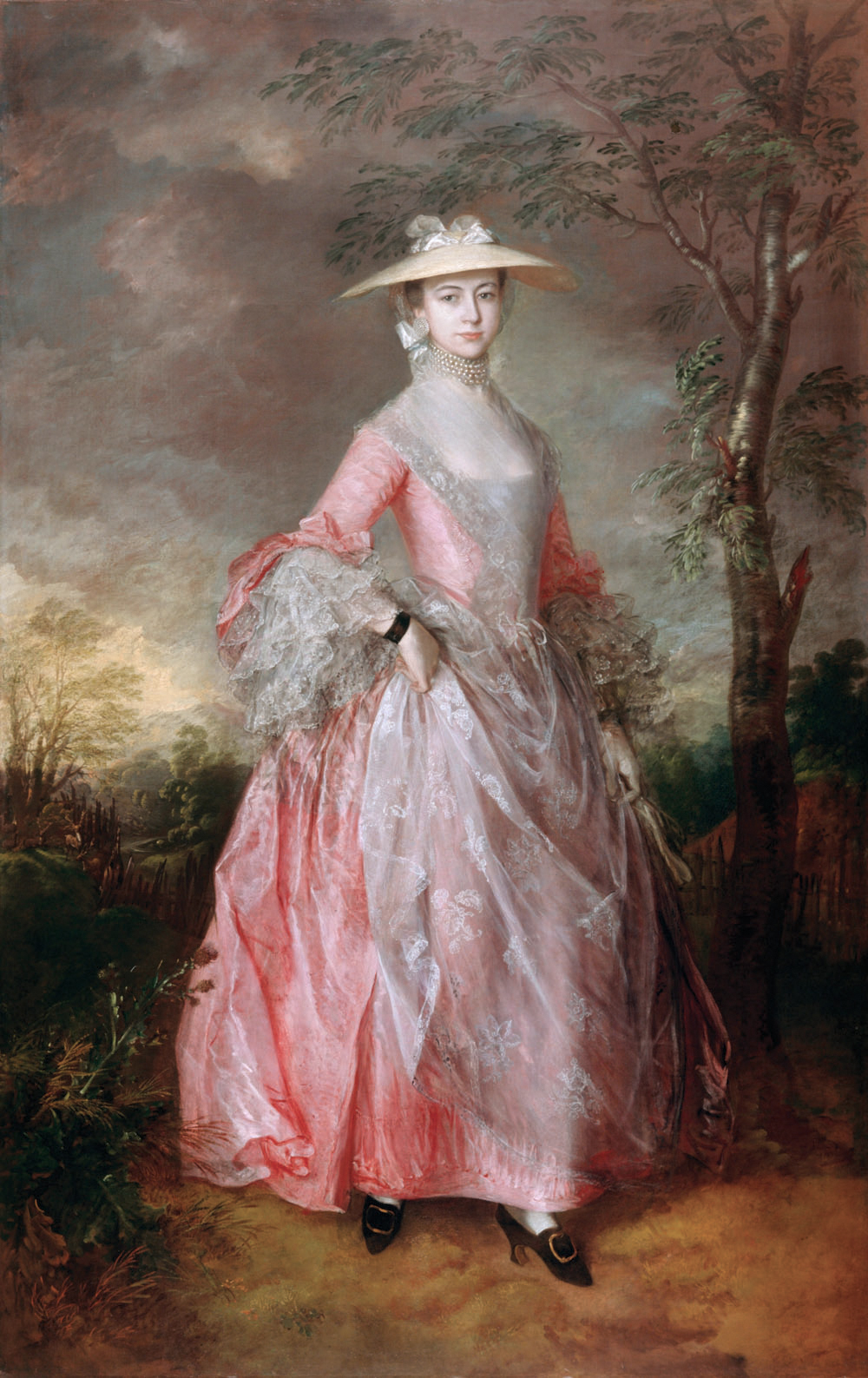
Mary, Contesă de Howe, de Thomas Gainsborough, 1764
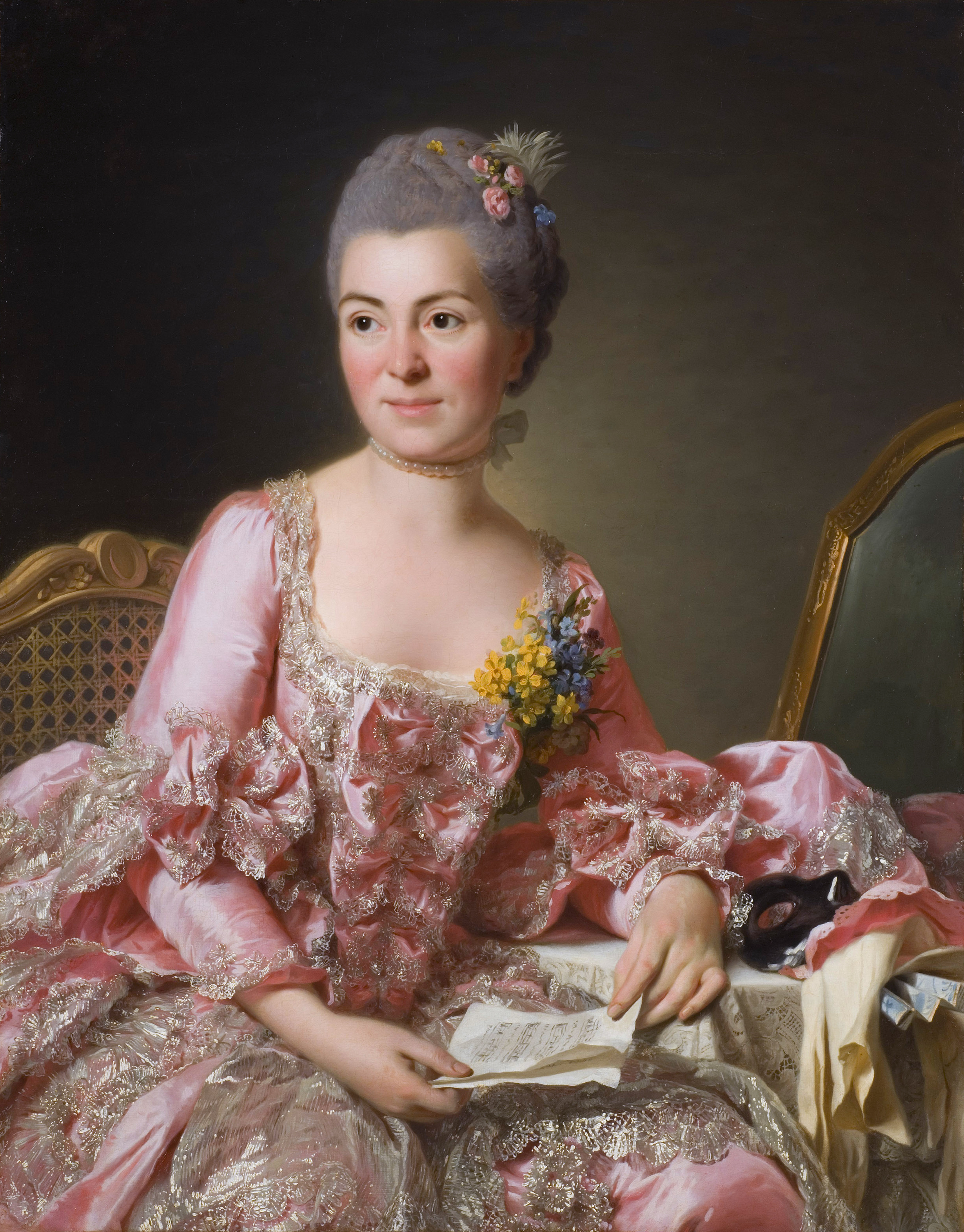
Marie Suzanne Giroust-Roslin, de Alexander Roslin, 1770
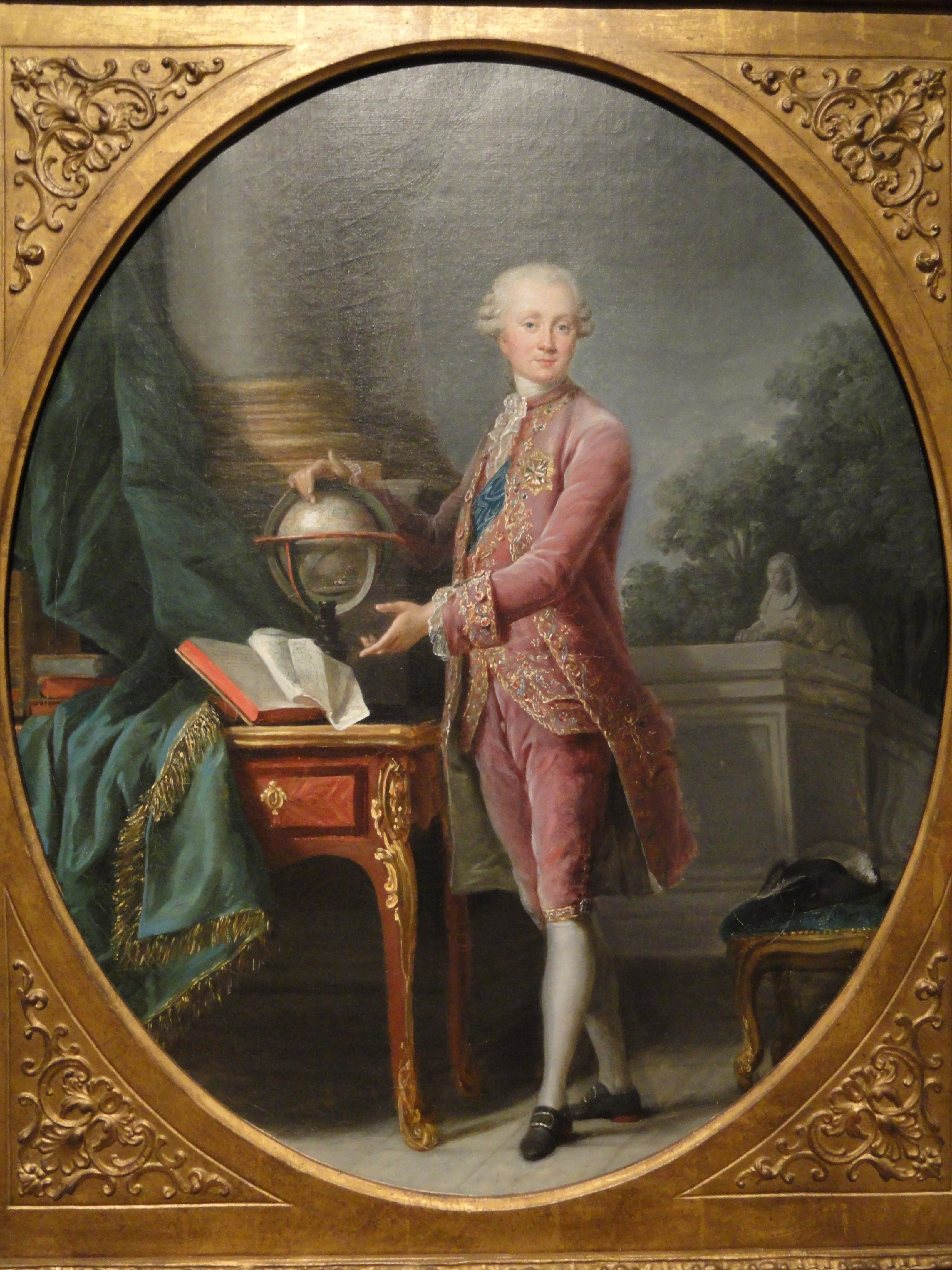
Prințul de Nassau, de Élisabeth Vigée Le Brun, 1776
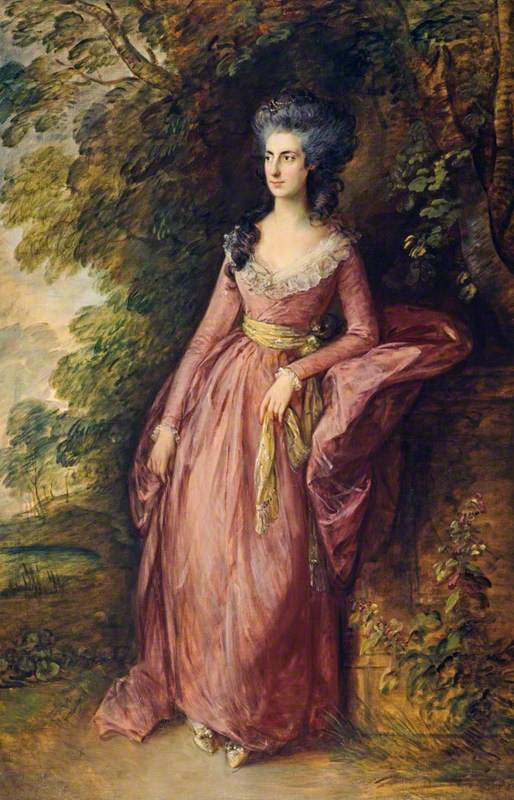
Doamna Hamilton Nisbet, de Thomas Gainsborough, sec. XVIII
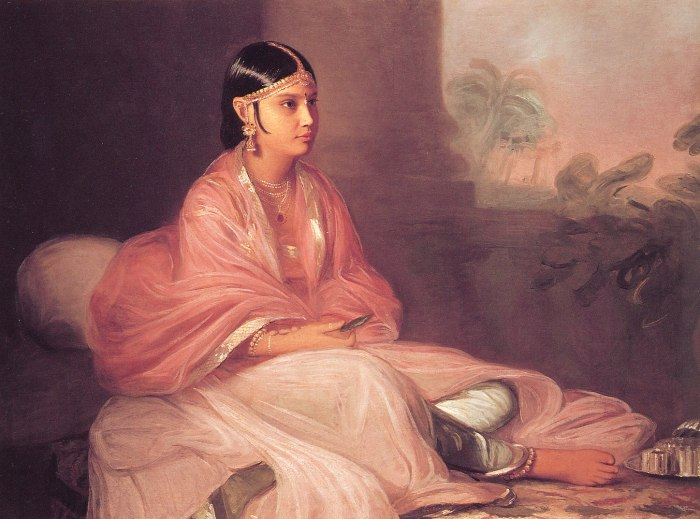
Indiancă, de Thomas Hickey, 1787
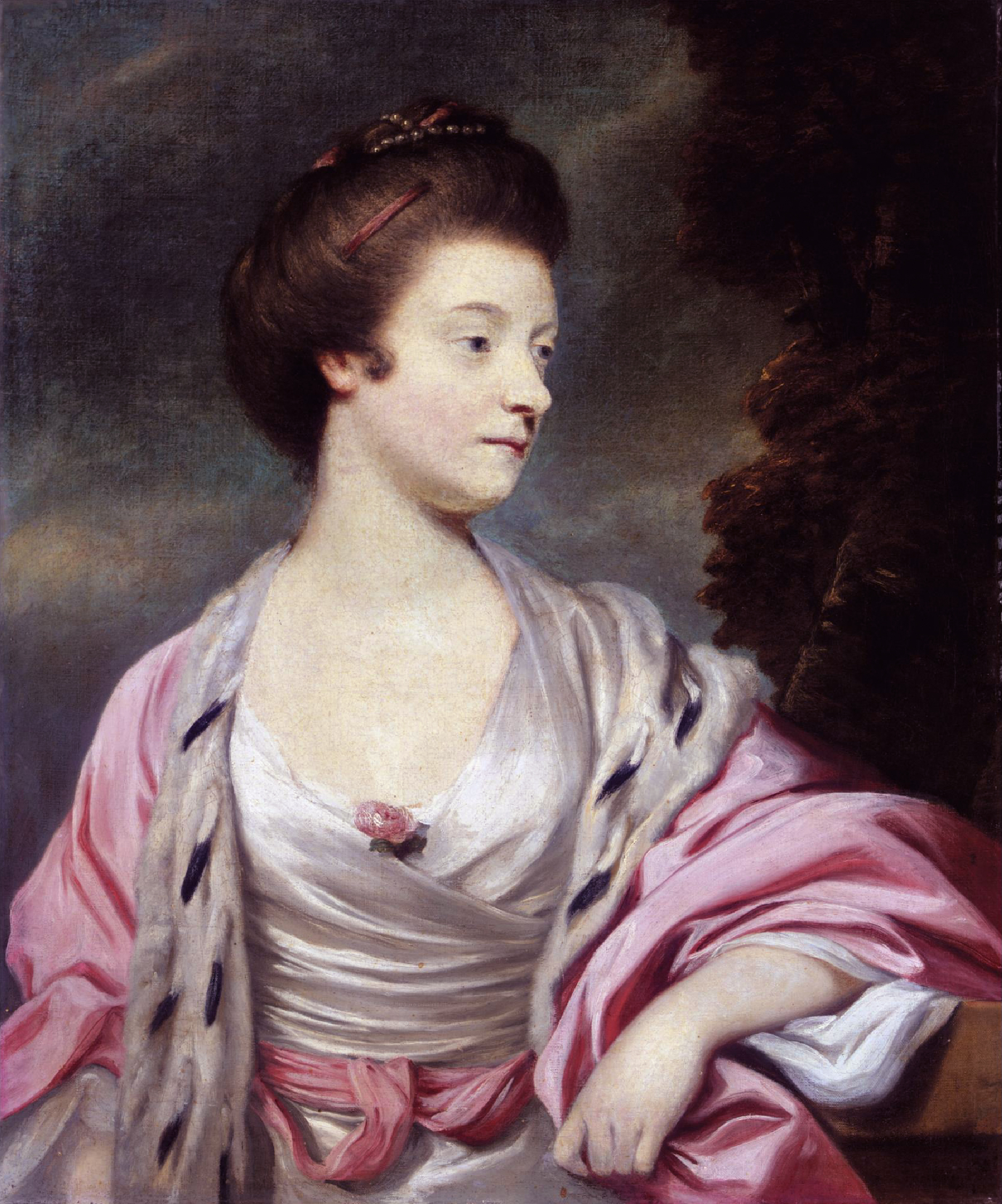
Elizabeth, Lady Amherst, de Joshua Reynolds, 1767

### Secolul al XIX-lea
În Anglia secolului al XIX-lea, băieții purtau adesea panglici sau decorațiuni roz; băieții erau considerați pur și simplu bărbați mici, iar în timp ce bărbații din Anglia purtau uniforme roșii, băieții purtau roz. De fapt, îmbrăcămintea pentru copii din secolul al XIX-lea era aproape întotdeauna albă, deoarece, înainte de invenția coloranților chimici, îmbrăcămintea de orice culoare se decolora rapid atunci când este spălată în apă clocotită. Regina Victoria a fost pictată în 1850 cu al șaptelea copil, Prințul Arthur, care purta alb și roz.
În Franța de la sfârșitul secolului al XIX-lea, pictorii impresioniști lucrând cu o paletă de culori pastelate înfățișau uneori femei care purtau culoarea roz, cum ar fi balerinele lui Edgar Degas sau portretele lui Mary Cassatt cu femei și copii.

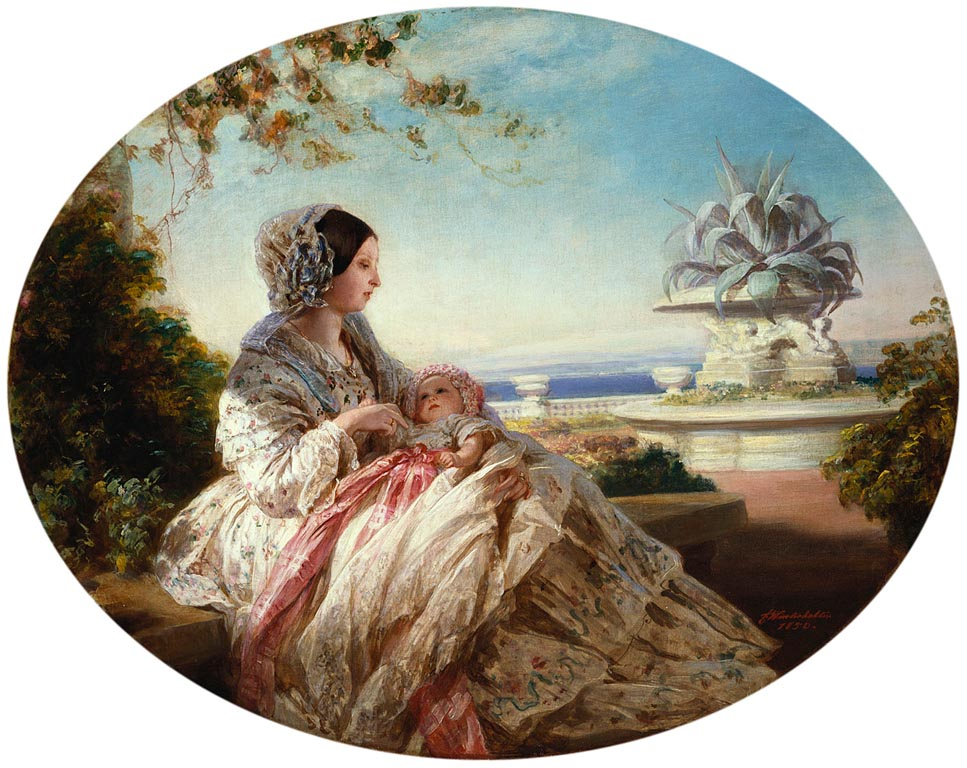
Regina Victoria în 1850 sau 1851 cu cel de-al șaptelea copil, Prințul Arthur. În secolul al XIX-lea, băieții purtau adesea alb și roz. Rozul era văzut ca o culoare masculină, în timp ce fetele purtau adesea alb și albastru.
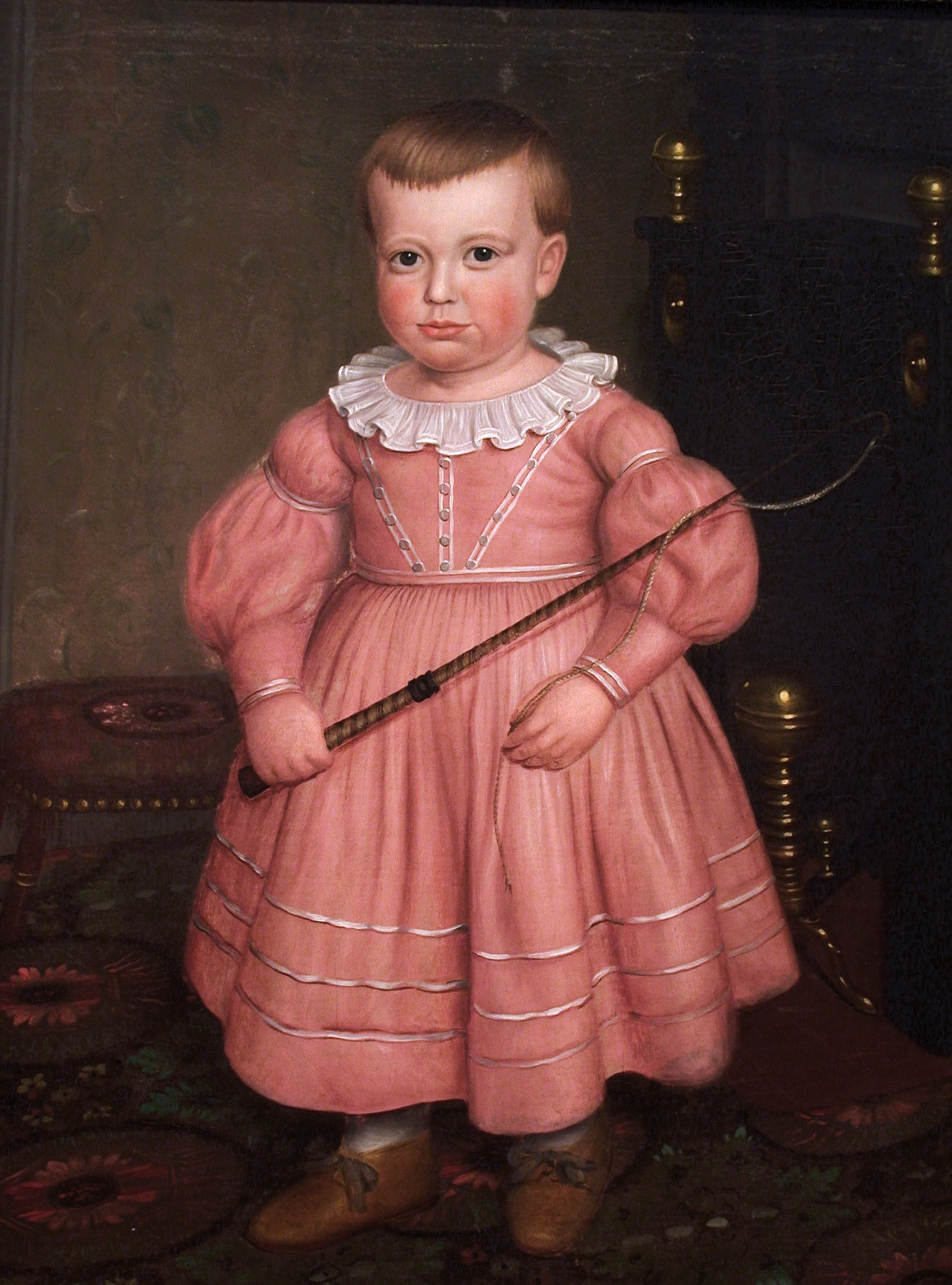
Băiat în roz, școala americană de pictură (cca. 1840). Atât fetele, cât și băieții au purtat roz în secolul al XIX-lea.
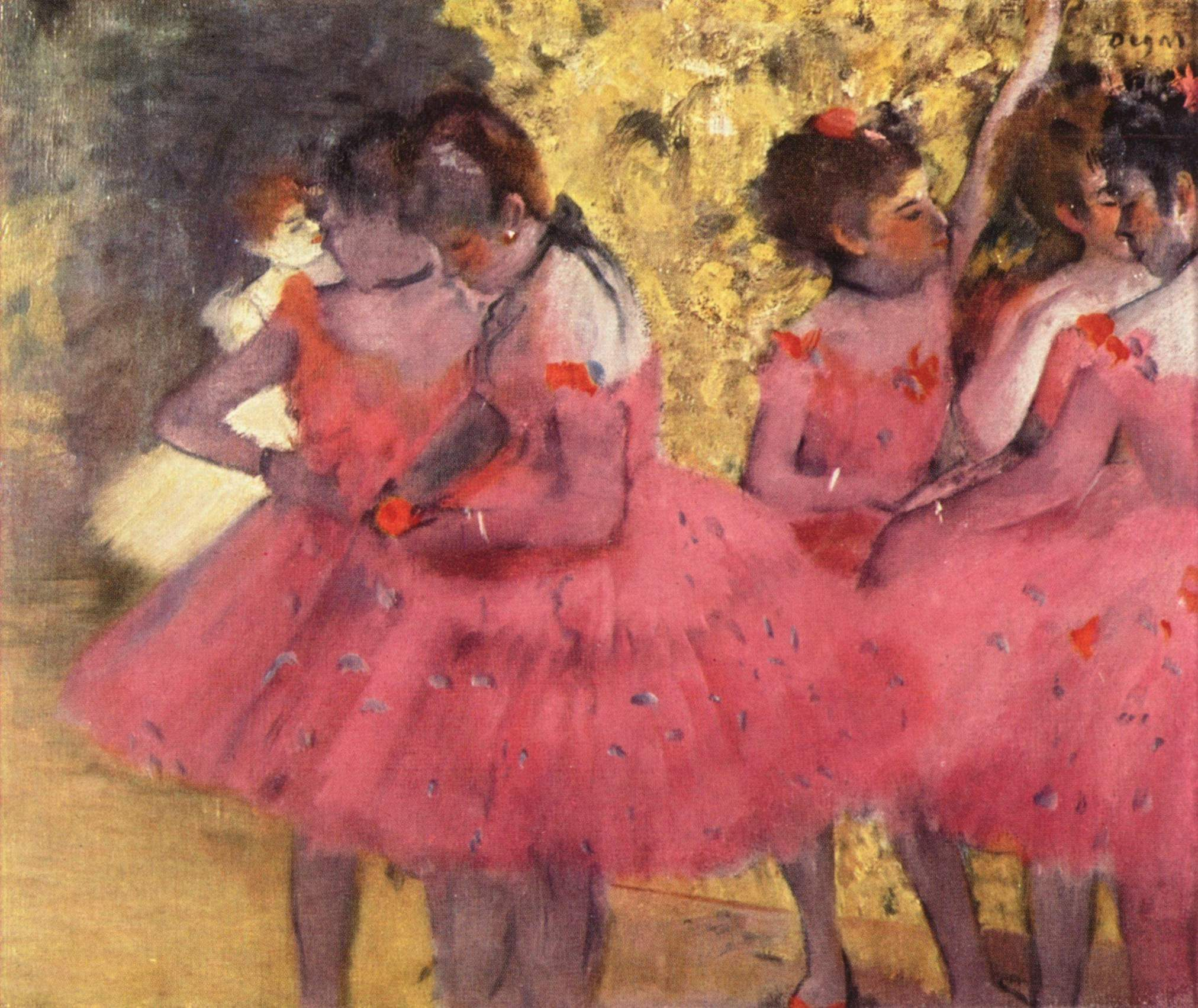
Balerine îmbrăcate în roz în spatele scenei, de Edgar Degas, 1884
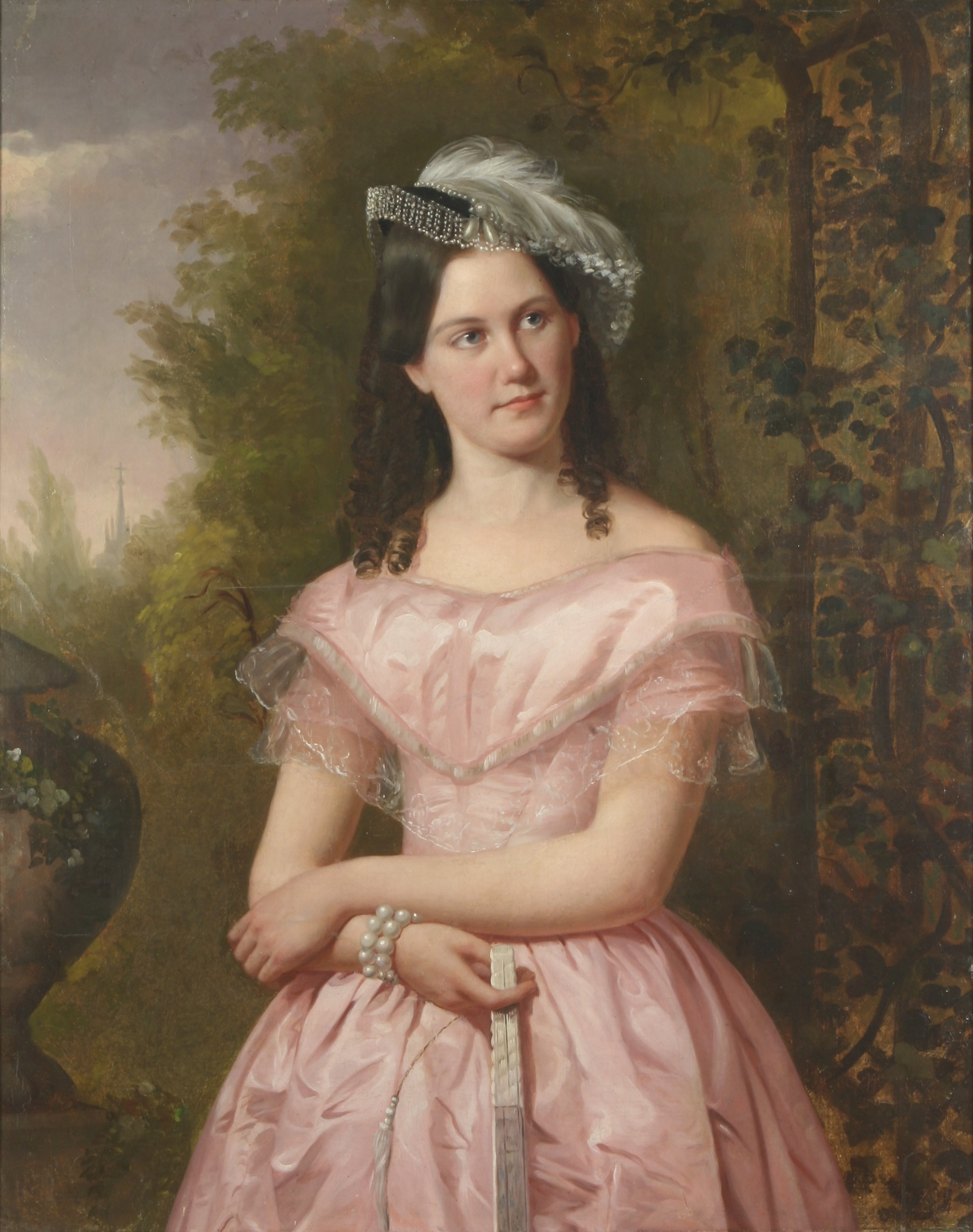
Julia Dean, de Joseph Oriel Eaton, ca.1850
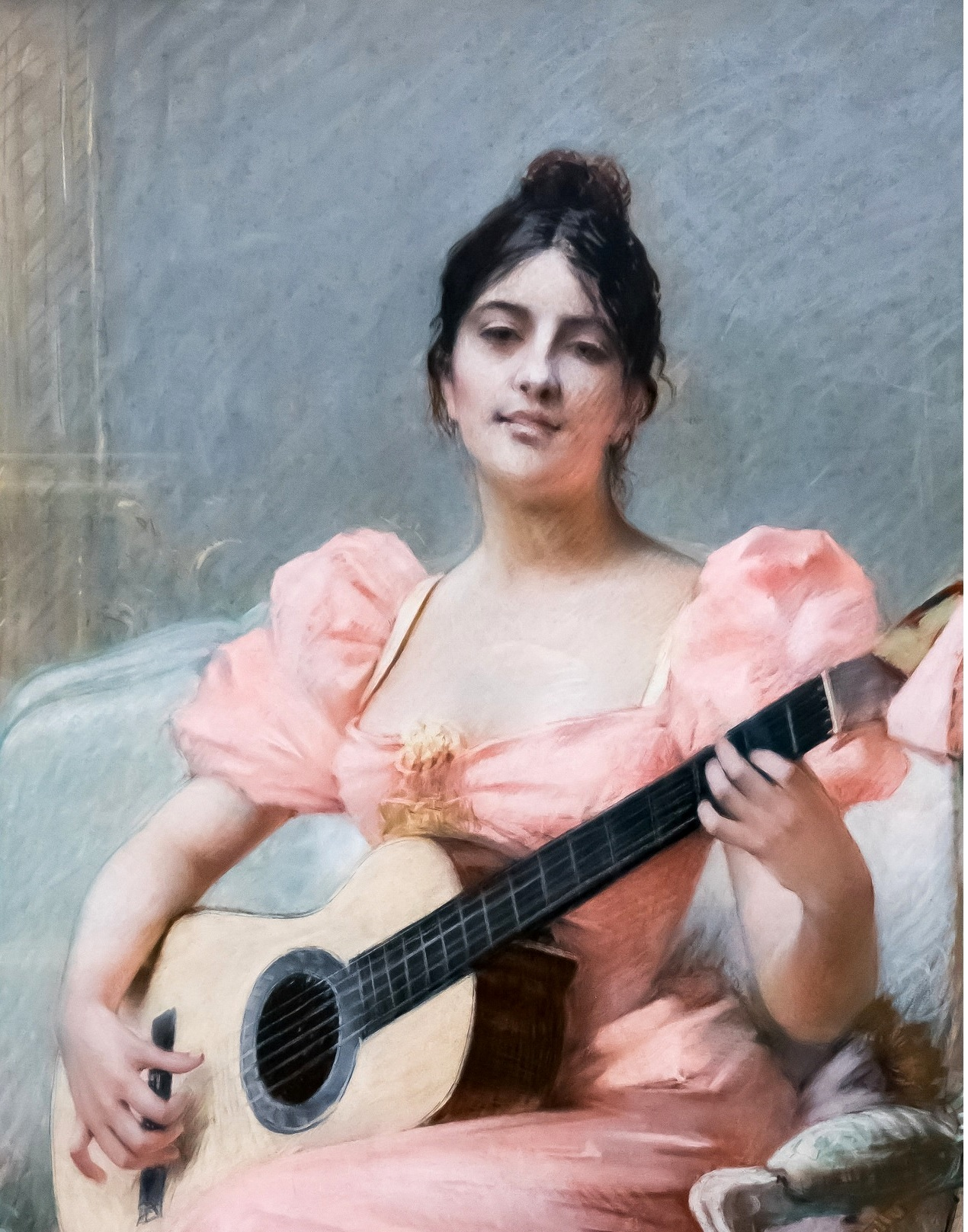
Mademoiselle Suzanne Marsa, de Jules Aviat, 1893
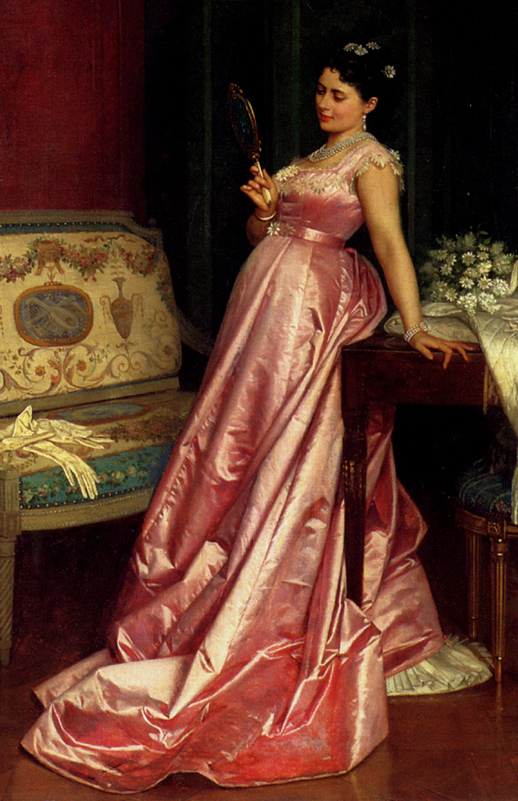
Privire admirativă, de Auguste Toulmouche, 1868
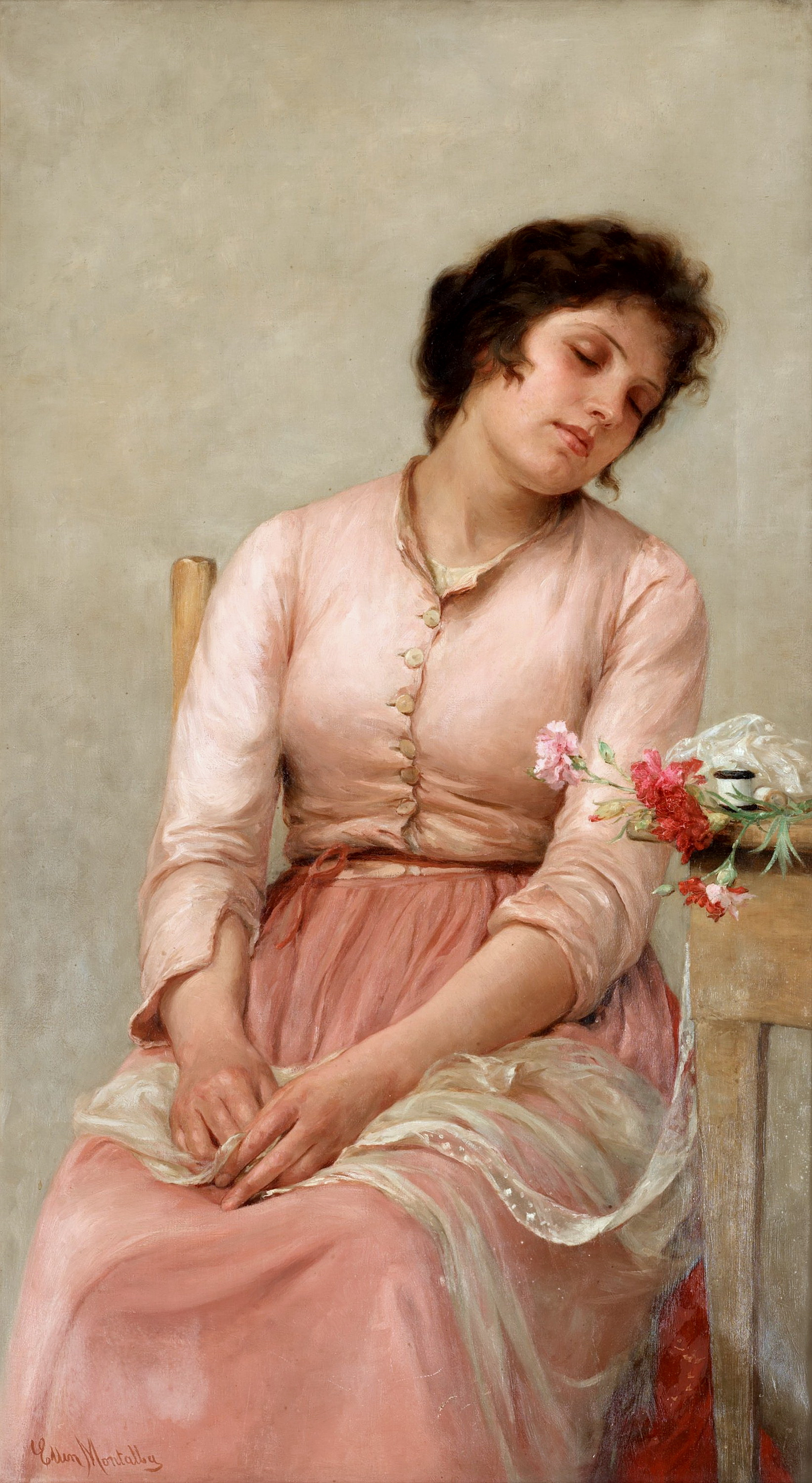
Visare, de Ellen Montalba, anii 1880
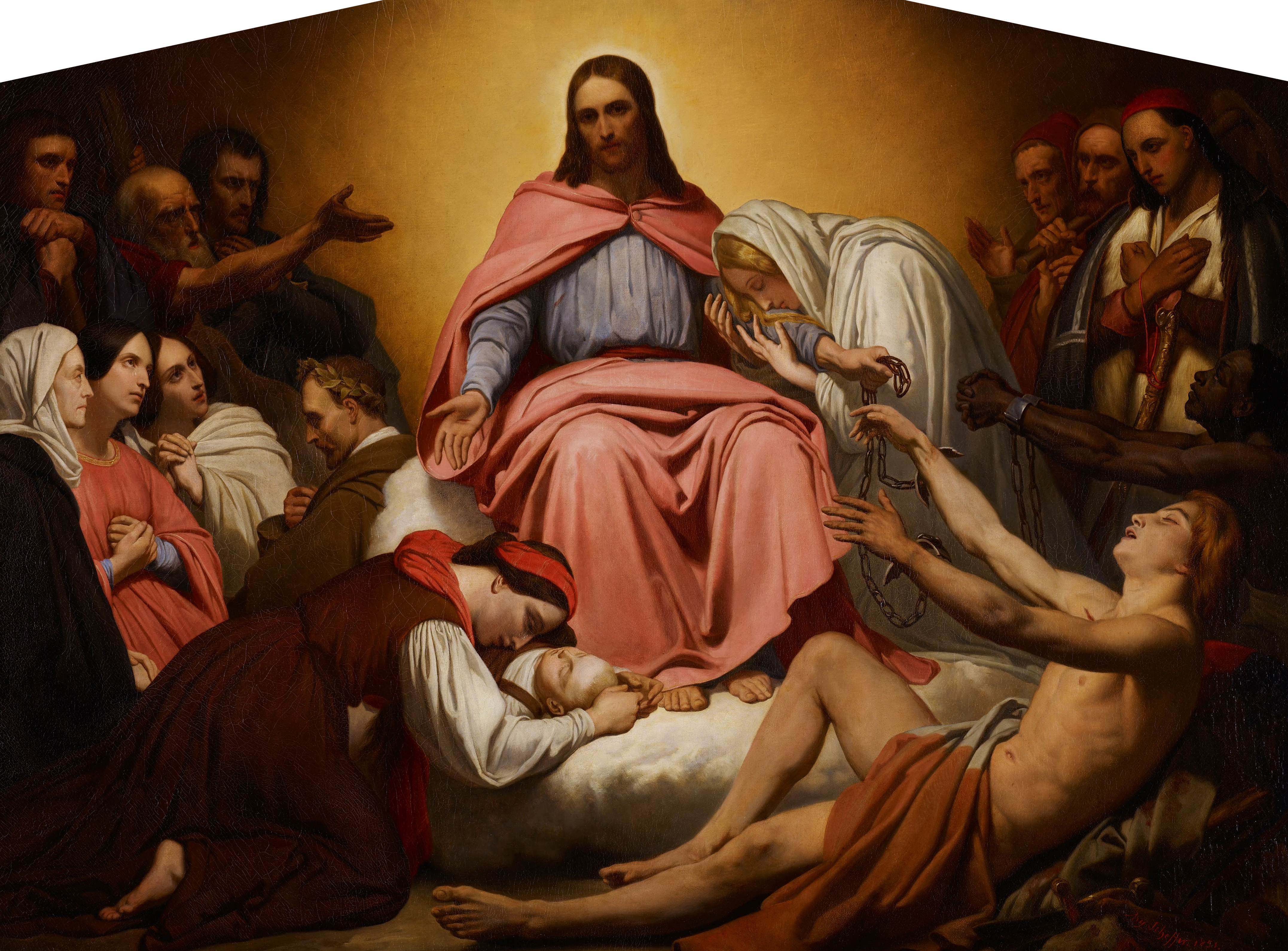
Christus Consolator, de Ary Scheffer, 1851
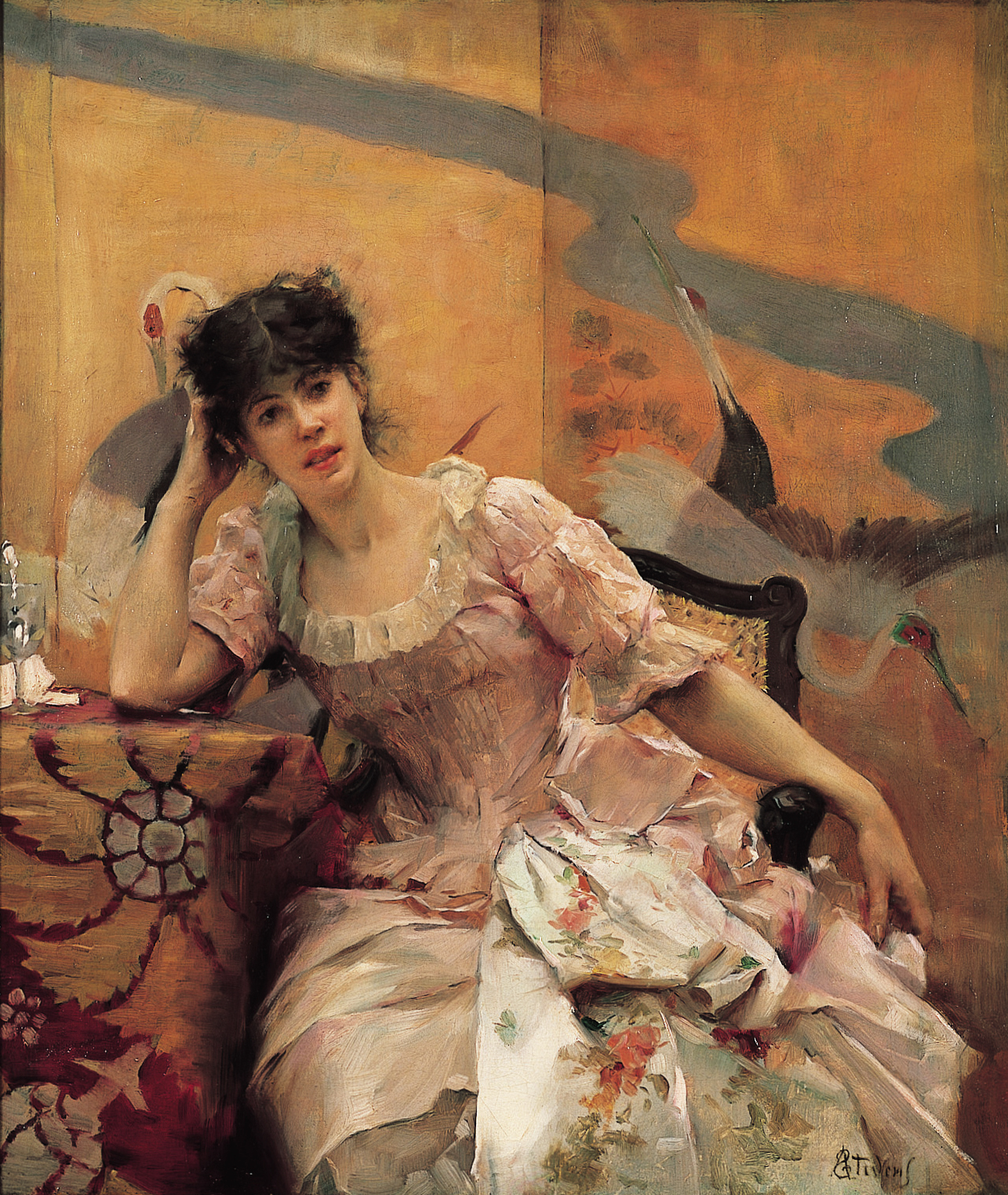
Tânără cu fundal japonez, de Alfred Emile-Léopold Stevens, 1880
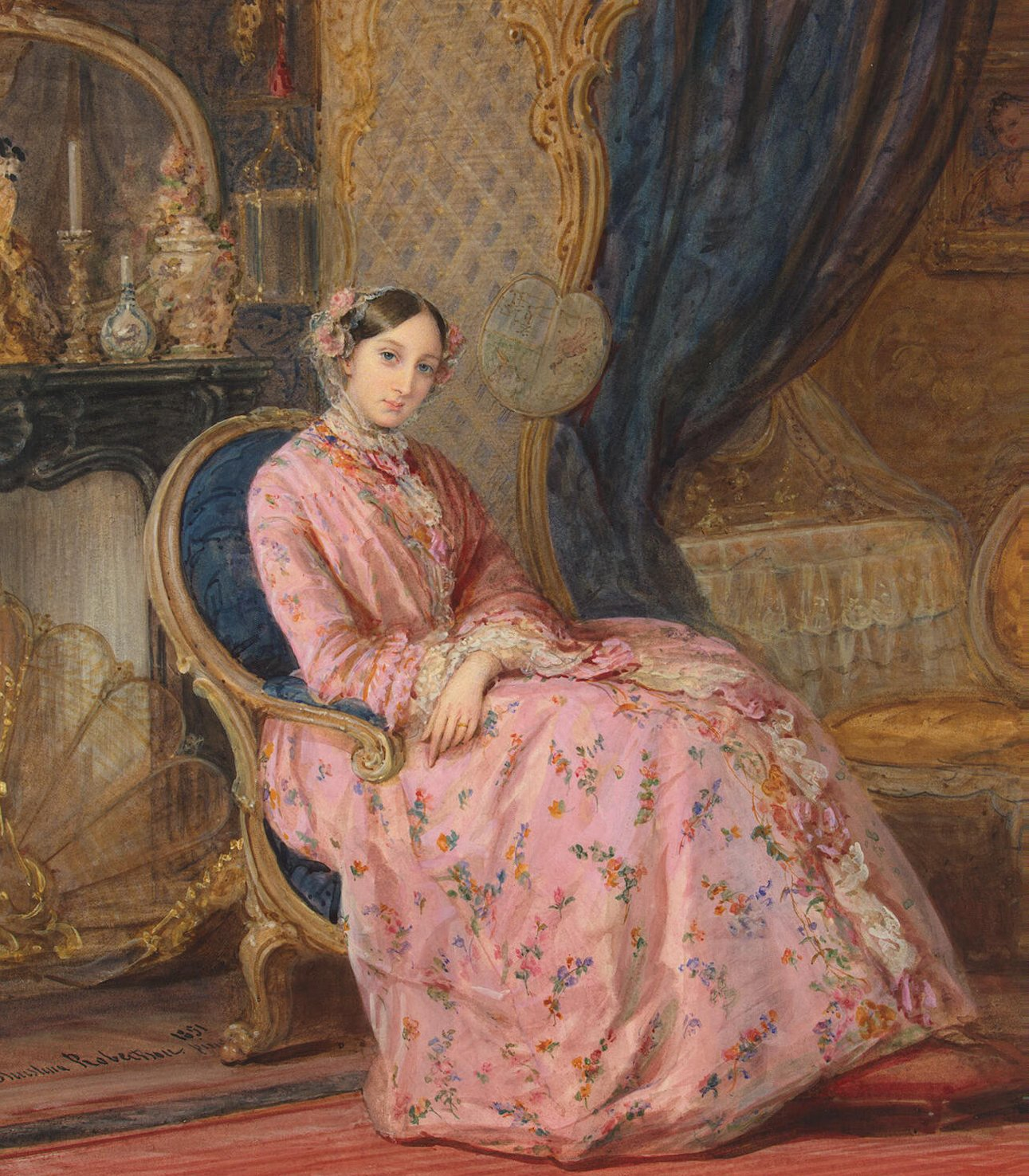
Marea Ducesă Maria Nicolaevna, de Christina Robertson, mij.sec.XIX
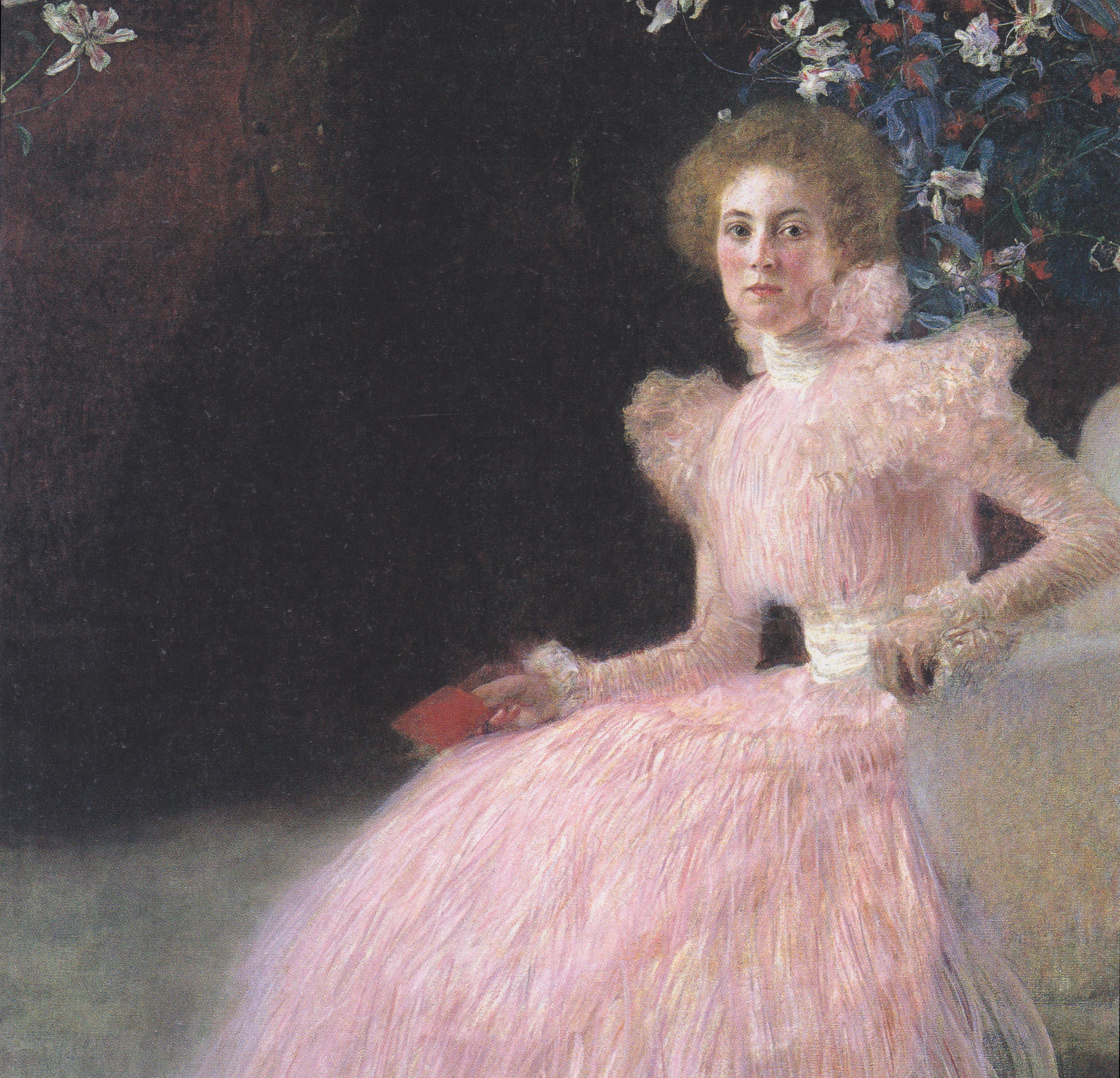
Sonja Knips, de Gustav Klimt, 1898